# Маріс Уелле
Маріс Уелле (фр. Maryse Ouellet) — франкоканадська модель, реслерка, відома виступами в WWE під ім'ям Маріс. Активістка ЛГБТ-руху.

## Пошук Дів і тренування (2006)
Влітку 2006 року Уелле пройшла кастинг і стала однією з восьми учасниць пошуку дів. Але довго протриматися там Маріс не вдалося. Незважаючи на швидкий виліт з конкурсу, WWE запропонували Маріс контракт і вона була запрошена на тренувальний майданчик Ohio Valley Wrestling (OVW) для навчання. Офіційно контракт був підписаний 24 серпня 2006 року. Маріс дебютувала в грудні 2006 року.

## SmackDown! (2006–2008)
22 вересня 2006 Уелле вітала глядачів Монтреалю французькою мовою до прем'єри сезону SmackDown! на CW Network. 27 січня 2007 Маріс і ще кілька реслерок-початківиць брали участь в Хаус-шоу, проти Бет Фінікс, Дженніфер, Мелодії, Роні і Шарлін. 7 березня 2007 Маріс провела свій перший одиночний матч проти Бет Фінікс, але програла. 21 березня програла в темному матчі Аліші Фокс, але перемогла її в матч-ревашна 9 і 12 травня. 13 червня програла в темному матчі Бет Фінікс. На OVW Six Flags, 22 червня 2007 року, Маріс брала участь в OVW Divas бікіні Battle Royal, який виграла Мілена Роуко.
До вересня 2008 року вона вже активно з'являлася на шоу в ролі хілла. 7 березня 2008 вона взяла участь у конкурсі купальників проти Вікторії, Мішель МакКул, Ів Торрес і Черрі. 14 березня її виключили з конкурсу. 15 квітня на ECW був танцювальний конкурс, де також брала участь Маріс, але його виграла Келлі Келлі. Далі був фьюд з Черрі і матч з нею, який Маріс виграла. Протягом декількох тижнів Маріс спільно з Вікторією та Наталією Фьюд з Черрі, Мішель МакКул і Марією. Пізніше у Маріс була травма — зламаний ніс, який вона пошкодила в результаті невдалого прийому Марії.
Свій перший матч за Divas Title Маріс отримала у вересні 2008 року, але вона не змогла здолати Мішель МакКул, в результаті почалася ворожнеча між двома дівами. 23 вересня Маріс перемогла Мішель на ECW, але це не був матч за титул. 19 грудня Маріс і Марія боролися за право матчу за титул з Мішель. Маріс перемогла Марію, а наступного тижня вона перемогла і Мішель, ставши новою чемпіонкою Дів. Спеціальним суддею в цьому матчі була Марія. 28 грудня 2008 Маріс вивихнула ногу в матчі з Брі Белою, але пошкодження було несерйозним і незабаром Маріс повернулася на ринг.

## RAW (2009–2011)

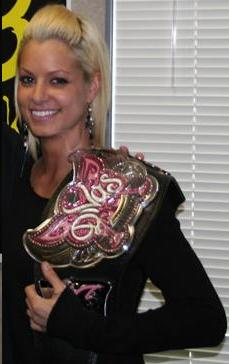
Маріс чемпіонка Дів у 2009 році.

13 квітня під час драфту WWE 2009, Маріс перейшла на RAW. Таким чином титул Чемпіона дів WWE також перейшов в бренд Raw. Дебют на Raw у Маріс відбувся 27 квітня. Маріс разом з Бет Фінікс, Розою Мендес і Джилліан Хол програли командний поєдинок Міккі Джеймс, Сантіно Марелла, Брі Белла і Келлі Келлі. 26 липня на PPV «Night of Champions» Маріс програла титул Міккі Джеймс. Після цього Маріс деякий час не з'являлася на рингу в зв'язку з травмою коліна. Повернулася Маріс 23 листопада.
22 лютого 2010 Маріс перемогла Гейл Кім у фінальному раунді в турнірі за вакантний титул Чемпіона дів. 12 квітня, через два місяці Маріс програла титул Ів Торрес і на ППВ Over the Limit програла матч-реванш 21 червня Тед Дібіасі звільнив Вірджіла і Маріс стала його персональним асистентом. У середині 2011 року Маріс перенесла операцію з видалення грижі. Відновлення тривало дуже довго і проходило не ідеально. Тому Маріс не з'являлася на рингу як боєць, а була провідною п'ятого сезону NXT. Восени Маріс попросила про звільнення і 28 жовтня 2011 року було відпущена з WWE.

## Незалежні федерації (2012-)
5 жовтня 2012 Маріз з'явився в Family Wrestling Entertainment в Брукліні в ролі коментаторки. Згодом почала з'являтися регулярно, коментуючи жіночі поєдинки.

## Інші медіа
Кар'єру в модельному бізнесі Маріс почала як учасниця конкурсів краси, ставши переможницею в конкурсі Міс Hawaiian Tropic Канада 2003 і віце-міс у міжнародному фіналі Miss Hawaiian Tropic 2004. Пізніше Маріс з'явилася в різних газетах, журналах, телевізійних програмах в Канаді, а також на обкладинці спеціального випуску журналу Playboy влітку 2006 року і для обкладинки календаря Playboy 2007. У квітні 2007 року Маріс з'явилася в музичному відео Тімбаленда «Throw It On Me». У січні 2009 року, разом з Ів Торрес і Мішель МакКул, Маріс знялася у фото сесії для журналу Muscle & Fitness.

## Особисте життя
З 20 лютого 2014 Маріс одружена з реслером Майком Мізаніном, з яким зустрічалася 7 років до весілля.

## У реслінгу
Фінішери
- French Kiss (Snap DDT)
- French TKO

Улюблені прийоми
- Camel clutch
- Forward russian legsweep
- Modified figure four leglock
- Spinning side slam backbreaker

Музичні теми
- «Pourquoi?» від Jim Johnston; (2008–2011)

## Титули і нагороди
Pro Wrestling Illustrated
- PWI ставить її #9 з топ 50 реслерок у 2009[5]
- World Wrestling Entertainment

- WWE Divas Championship (2 рази)[6][7]